# Herut – Ruch Narodowy
Herut – Ruch Narodowy (hebr. חרות התנועה הלאומית, Cherut ha-Tnua ha-Leumit) – izraelska prawicowa partia polityczna powstała w 1998 roku w wyniku odejścia z Likudu Ze’ewa Begina z powodu podpisania przez ówczesnego premiera Binjamina Netanjahu Porozumienia z Hebronu (1997) i Memorandum z Wye River (1998). Do Herutu dołączył Micha’el Kleiner z Geszeru. Partia uważała się za ideologicznego spadkobiercę Herutu Menachema Begina. W wyborach w 1999 roku współtworzyła listę z Unią Narodową. Później partia startowała samodzielnie w wyborach w 2003 i 2006 roku. Przed wyborami w 2009 roku Begin i Kleiner powrócili do Likudu, przy czym Begin już w 1999 roku wycofał się z polityki.

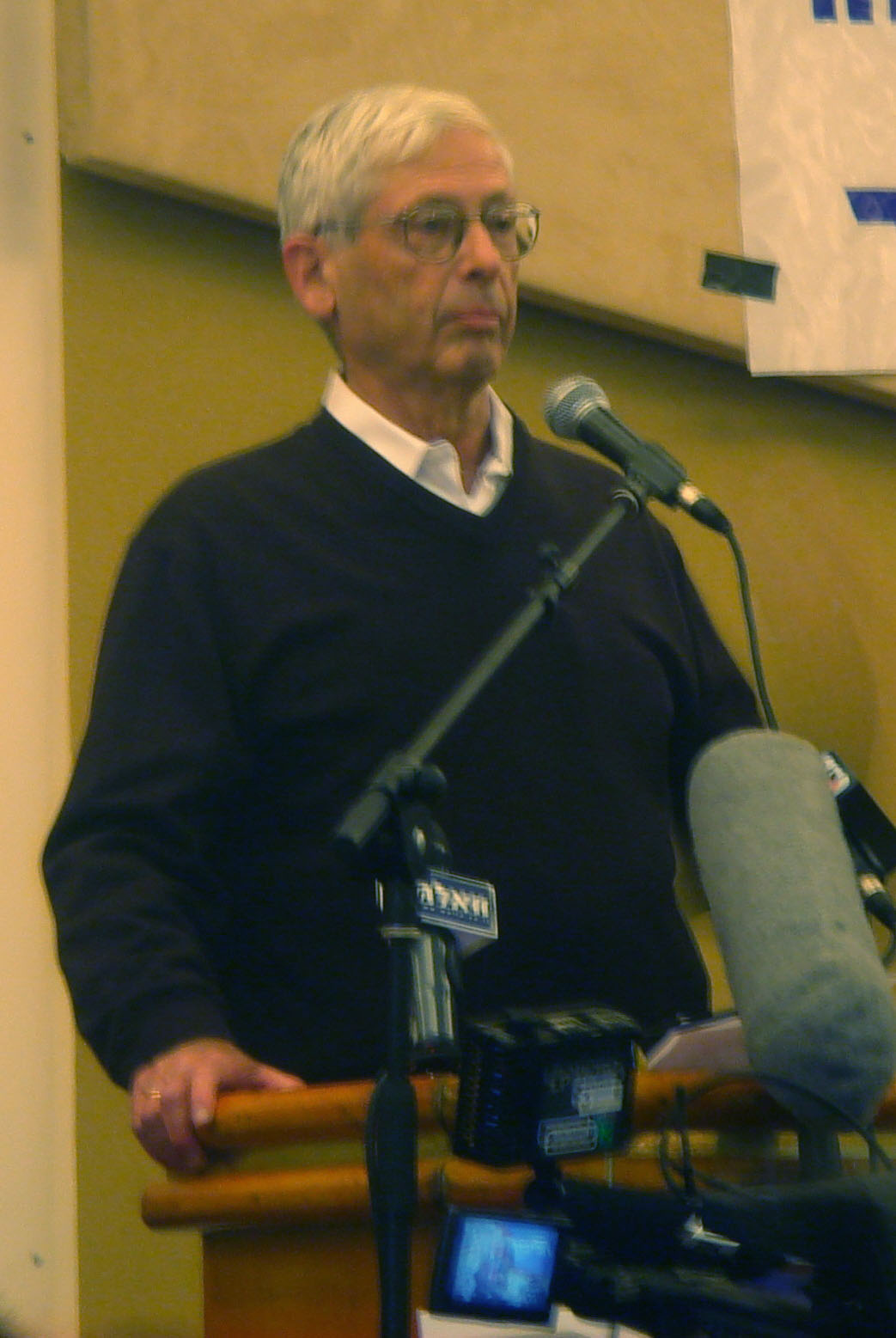
Ze’ew Begin

## Historia

### Powstanie
W 1998 roku Ze’ew Begin opuścił rząd oraz Likud na znak protestu wobec podpisania porozumień z Palestyńczykami przez Netanjahu. Wcześniej głosował przeciwko nim na spotkaniach rady ministrów. Nie zgadzał się on na jakiekolwiek ustępstwa wobec Autonomii Palestyńskiej oraz nawoływał do zaprzestania rozmów pokojowych. Herut – Ruch Narodowy opierał się na reprezentowanym przez syjonizm rewizjonistyczny terytorialnym maksymalizmie. Członkowie partii twierdzili, co zostało wyrażone w programie, że Żydzi mają pełne prawo do osiedlania się w całej Ziemi Izraela. Ruch został poparty przez niektórych starych działaczy Likudu optujących za ideologią Wielkiego Izraela, w tym przez Icchaka Szamira.

### Wybory w 1999 roku
Przed wyborami w 1999 roku Herut wraz z Tkumą i Moledet utworzyły wspólną listę i partię Unia Narodowa. Jednak ostateczny rezultat okazał się niewspółmierny do oczekiwań. Unia otrzymała 3% głosów i cztery miejsca w Knesecie. 2,7% społeczności miejskiej głosowało na Unię, w Judei i Samarii (Zachodni Brzeg) na partię głosowało 19% wyborców a w Strefie Gazy aż 39,9%. W rezultacie Ze’ew Begin zrezygnował z udziału w życiu politycznym kraju, a jedynym przedstawicielem Herutu został Micha’el Kleiner. Ami Pedahzur tłumaczy porażkę tym, że Unia Narodowa była koalicją trzech partii, które nie miały ze sobą zbyt wiele wspólnego. Moledet i Tekuma nie poparły Begina jako kandydata partii na urząd premiera. Swój wynik Unia zawdzięczała głównie dzięki osadniczej Tkumie. Ostatecznie Herut pozostał zmarginalizowany w ramach koalicji. W 2000 roku Kleiner wystąpił z frakcji Unii Narodowej tworząc Herut – Ruch Narodowy w Knesecie.

### Wybory w 2003 roku
Do wyborów w 2003 roku Kleiner postanowił wystartować samodzielnie. Na listę zaprosił Micha’ela Ben Ariego, Barucha Marzela oraz działaczy Jamin Israel. Ostatecznie partia otrzymała 1,1% głosów, co uniemożliwiło jej przekroczenie 1,5% progu wyborczego do Knesetu.

### Wybory w 2006 roku
W wyborach w 2006 roku partia również startowała samodzielnie, ale zdobyła ponad 2 tysiące głosów i nie weszła do Knesetu.

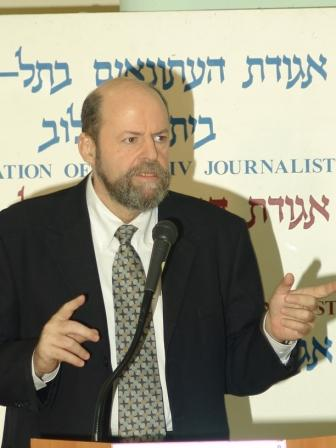
Micha’el Kleiner

## Program partii
Program partii odwoływał się do trzech podstawowych wartości. Pierwszą była wizja tzw. całej Ziemi Izraela, która byłą dana Żydom przez Boga. Drugą kwestią była niepodzielność i jedność Jerozolimy, stolicy Izraela. Ostatnią wartością był Izrael jako państwo narodowe narodu żydowskiego.
Oprócz tego program poruszał następujące kwestie:
Demografia
- powstanie Ministerstwa ds. Demografii. Partia uważała, że demografia była priorytetową sprawą do rozwiązania. Według programu największym problemem byli Arabowie, którzy posiadali izraelskie obywatelstwo, ale identyfikowali się jako Palestyńczycy,
- wsparcie imigracji Palestyńczyków do państw arabskich. Partia dążyła do uchwalenia prawa, które oferowałaby zadośćuczynienie finansowe każdemu Palestyńczykowi gotowemu zrzec się obywatelstwa Izraela i wyjechać do ościennych państw arabskich,
- partia chciała stworzyć projekt prawa, które nakazywałoby każdemu nowo wybranemu posłowi podpisanie lojalności wobec Państwa Izrael jako państwa żydowskiego,
- wzmocnienie aliji z całego świata,
- ustanowienie polityki prorodzinnej, która miała zwiększyć dzietność w rodzinach żydowskich,
- partia postulowała zaostrzenie prawa zezwalającego na wjazd do Izraela ludności nieżydowskiej oraz jasne zdefiniowanie żydowskości w Prawie Powrotu.

Polityka bezpieczeństwa
- sprzeciw wobec likwidacji żydowskich osiedli,
- sprzeciw wobec jakiegokolwiek transferu terytorium Izraela w celu stworzenia państwa palestyńskiego,
- rozwiązanie konfliktu arabsko-izraelskiego na zasadzie „pokój za pokój”,
- partia postrzegała pokój z Egiptem za niestabilny ze względu na to, że państwo to zbroiło się za amerykańskie pieniądze. Według programu Izrael powinien rozpocząć kroki propagandowe w Stanach Zjednoczonych przeciwko dofinansowywaniu Egiptu,
- Herut postrzegał Jordanię jako nieodłączną część Izraela. Program uznał, że póki Jordania będzie honorować pokój z Izraelem, to sytuacja będzie stabilna, ale w momencie, kiedy Królestwo Jordanii zaatakowałoby Izrael, to Żydzi mają prawo zająć terytorium wschodniego sąsiada,
- Herut twierdził, że Stany Zjednoczone powinny przestać odgrywać rolę pośrednika w rozmowach pokojowych na Bliskim Wschodzie i przyjąć pozycję wspierającą jedyną demokrację w tym regionie jaką jest Izrael.

Religia i państwo
- Izrael powinien być żydowskim państwem demokratycznym, w takiej, a nie innej kolejności,
- Izrael powinien domagać się kontroli nad Wzgórzem Świątynnym,
- Izrael powinien dbać o żydowski charakter państwa,
- Herut domagał się poboru studentów jesziw do wojska.

Ekonomia i społeczeństwo
- Wolny rynek, konkurencja i redukcja biurokracji powinny być fundamentem państwa,
- sprzeciw wobec wysokiego opodatkowania,
- stworzenie systemu edukacji dającego równe szanse wszystkim,
- wsparcie najbiedniejszych i zapewnienie im partycypacji w rozwoju gospodarczym.

Mniejszości
- Mniejszości powinny ponosić takie same koszty funkcjonowania państwa i jego obrony jak Żydzi,
- dążenie do respektowania i ochrony praw mniejszości lojalnych wobec państwa,
- wsparcie finansowe dla społeczności Druzów i Czerkiesów.

Osadnictwo
- Izrael powinien umacniać i rozszerzać osadnictw w każdej części państwa,
- działania na rzecz wyjaśnienia praw Żydów do osadnictwa.

Edukacja
- Herut będzie działał na rzecz umocnienia żydowskich tradycji i wartości żydowskich w systemie edukacji,
- adaptacja religijno-państwowych programów nauczania w państwowym systemie edukacji,
- działania na rzecz propagowania modlitwy w szkołach,
- podjęcie działań na rzecz wyrównania szans w edukacji,
- propagowanie wiedzy na temat Szoa w szkołach.

Środowisko
- Uniezależnienie się od źródeł wody z państw ościennych,
- rozwój kolejnictwa, co miało zredukować dużą ilości samochodów,
- stworzenie systemów filtracji wody deszczowej i wód słonych,
- działania na rzecz ograniczenia szkodliwości fal komórkowych generowanych przez nadajniki,
- działania na rzecz powiązania przemysłu z oczyszczaniem i filtracją wód, zakazem zaśmiecania i obowiązkiem segregacji odpadów[14].

## Wyniki wyborcze i parlamentarzyści
| Data | Liczba posłów | Posłowie                                             | Liczba głosów | Procent głosów |
| ---- | ------------- | ---------------------------------------------------- | ------------- | -------------- |
| 1996 | 3/120         | Micha’el Kleiner, Ze’ew Binjamin Begin, Dawid Re’em* | –             | –              |
| 1999 | 1/120         | Micha’el Kleiner**                                   | –             | –              |
| 2003 | 0             | –                                                    | 36 202        | 1,1            |
| 2006 | 0             | –                                                    | 2 387         | b/d            |

* W trakcie kadencji XIV Knesetu posłowie Kleiner, Begin i Re’em odłączyli się od Likudu.
** W trakcie kadencji XV Knesetu Kleiner na znak protestu przeciw połączeniu się Unii Narodowej i Nasz Dom Izrael odłączył się od Unii.